# متلازمة طور التنامي الرخو
متلازمة طور التنامي الرخو، المعروفة أيضًا باسم متلازمة طور تنامي الشعر الرخو، هي اضطراب في نمو الشعر، ويُصنف ضمن الأمراض الجلدية. يتصف المرض بوجود منطقة من فروة الرأس تكون شعيرات طور التنامي فيها منزوعة أو قصيرة وغير مؤلمة. قد تحدث هذه الحالة عفويًا، وقد تنتقل وراثيًا.
تصيب متلازمة طور التنامي الرخو بشكل أساسي الأطفال ذوي الشعر الفاتح الذين لديهم شعر سهل الانقلاع. تشيع أكثر عند الأطفال الأصغر سنًا، بشكل عام في عمر بين 2 إلى 8 سنوات. لوحظت المتلازمة بشكل خاص عند الأطفال الإناث ذوات الشعر الفاتح. يوجد اختلافات في الشعر بين الإناث والذكور، وما يزال هناك فجوات معرفية حول متلازمة طور التنامي الرخو عند الذكور، فنسبة حدوثها هي 6 إصابات عند الإناث مقابل إصابة واحدة عند الذكور. قد تُشخّص متلازمة طور التنامي الرخو خطًا عند الذكور، لأن شعرهم قصير تقليديًا.
يعاني مرضى متلازمة طور التنامي الرخو من تساقط الشعر حول فروة الرأس بأكملها أو في فروة الرأس القذالية في مؤخرة الرأس. على الرغم من أنها حالة تصيب الشعر، لكن لم يُبلغ عن أي إصابات لحواجب المرضى. لا توجد آثار ملحوظة على أي إصابة في مناطق أخرى من الجسم مثل الحاجبين والرموش. ولا يترافق مع أي اضطراب في الأظافر أو الأسنان أو الجلد.
تظهر متلازمة طور التنامي الرخو في الغالب عند ذوي البشرة الفاتحة وليست شائعة عند ذوي البشرة الداكنة. أبلغ عبد الرؤوف والدين وعوض وأشرف ومحمد وحسام وحسن ومعتز وتاج ومحمد عن وجود مجموعة من الأفراد ذوي البشرة السمراء الذين يعانون من متلازمة طور التنامي الرخو. يُسجل سنويًا حوالي 2 إلى 2.5 إصابة لكل مليون شخص.

## الأسباب
السبب المرضي الرئيسي لمتلازمة طور التنامي الرخو هو غياب أو عدم كفاية كمية غمد الجذر الداخلي في جذر الشعرة التي تمر بمرحلة طور التنامي. يؤدي ذلك إلى نقص ارتباط غمد الجذر الداخلي مع الجليدة (أو جذر الشعرة). يتحفز نمو الشعرة بشكل طبيعي عند هؤلاء المرضى، لكن لن تنمو الشعيرات لتصبح طويلة بسبب الانفصال (ضعف الارتباط) الموجود في الوصلة. يؤدي الشذوذ الموجود في غمد الجذر الداخلي إلى اضطراب في دعم وتثبيت شعيرات طور التنامي. يعاني مرضى متلازمة طور التنامي الرخو من طفرات في بروتين الكيراتين K6HF، الذي يتركز بين منتصف جذع الشعرة وغمد الجذر الداخلي. تفسر هذه الطفرات النمط الظاهري لمتلازمة طور التنامي الرخوة.
يُلاحظ عند دراسة خلايا هكسلي الموجودة في غلاف الجذر الداخلي لشعر طور التنامي غير الطبيعي وجود فجوات وتراكم سوائل لا تُلاحظ في شعر الأشخاص الطبيعيين. يحدث أيضًا اضطرابات تقرنية في خلايا هنلي، وفي خلايا غمد الجذر الداخلي وجذع الشعرة. لوحظ أن جذع الشعر يكون رقيقًا في بعض الحالات، وطبيعيًا في حالات أخرى. لا يحتوي غمد الجذر الداخلي لشعر طور التنامي الطبيعي على الكيراتين في خلايا هكسلي وخلايا هينلي وغمد الجذر الداخلي عادة.
الوراثة هي أحد العوامل المسببة لمتلازمة طور التنامي الرخو، فقد تبين بعد الدراسات أن الحالة تنتقل بوراثة جسدية مسيطرة.